# Rafik Zekhnini
Rafik Zekhnini (Skien, 12 gennaio 1998) è un calciatore norvegese, attaccante dell'Odd.

## Biografia
È nato in Norvegia da genitori marocchini.

## Caratteristiche tecniche
Esterno offensivo preferibilmente sinistro, posizione che gli consente di calciare in porta o cercare l'assist per un compagno col suo piede destro. Le sue qualità migliori sono la rapidità e il dribbling.

## Carriera

### Club

#### Gli esordi in Norvegia
All'età di 9 anni, Zekhnini è entrato a far parte delle giovanili dell'Herøya. Vi è rimasto fino al 2013, quando è entrato a far parte di quelle dell'Odd. Il 12 gennaio 2015, Zekhnini ha firmato il primo contratto professionistico con l'Odd, a cui si è legato fino al 2017.
Ha esordito in prima squadra il 22 aprile successivo, schierato titolare nella vittoria per 0-13 sul campo dello Skotfoss, sfida valida per il primo turno del Norgesmesterskapet, partita in cui ha trovato anche il primo gol con questa maglia. Il 9 luglio ha debuttato nelle competizioni europee per club, sostituendo Jone Samuelsen nel pareggio interno per 0-0 contro lo Sheriff Tiraspol, match valido per il primo turno di qualificazione all'Europa League 2015-2016. Il 12 luglio ha disputato il primo incontro in Eliteserien, subentrando ad Håvard Storbæk nella sconfitta per 3-0 sul campo del Rosenborg. Il 26 luglio, in occasione della vittoria per 3-2 sul Tromsø, ha segnato la prima rete nella massima divisione locale. Ha chiuso la sua prima stagione da professionista con 17 presenze e 3 reti tra tutte le competizioni. Nel mese di ottobre è stato inserito nella lista dei migliori cinquanta calciatori nati nel 1998 stilata da The Guardian.
In vista del campionato 2016, Zekhnini ha cambiato il suo numero di maglia, passando dal 15 all'11. Il 24 ottobre 2016 ha ricevuto la candidatura come miglior giovane talento del campionato al premio Kniksen, andato poi a Sander Berge.
L'8 febbraio 2017 ha rinnovato il contratto che lo legava al club fino al 31 dicembre 2018. Il 16 luglio successivo, l'Odd ha reso noto d'aver accettato l'offerta da parte della Fiorentina per il calciatore: Zekhnini si sarebbe recato a Firenze il giorno seguente, per trattare i termini personali dell'accordo e sostenere le visite mediche di rito.

#### Fiorentina
Il 17 luglio è stato presentato ufficialmente come nuovo giocatore della Fiorentina, legandosi al club gigliato con un contratto valido fino al 30 giugno 2022.

#### I prestiti tra Norvegia, Paesi Bassi e Svizzera
Il 4 aprile 2018, dopo aver collezionato una sola presenza con la squadra toscana (alla prima giornata di campionato, persa per 3-0 contro l'Inter), viene ceduto in prestito fino al 30 giugno al Rosenborg. Il 19 aprile seguente sigla la sua prima e unica rete con il club norvegese, nel match di coppa contro il Trygg/Lade.
Riaggregatosi ai toscani nell'estate 2018, il 29 agosto viene girato nuovamente in prestito, stavolta agli olandesi del Twente: esordisce due giorni dopo contro il Roda, mentre il 21 settembre sigla la sua prima rete, a scapito del Telstar. Colleziona 27 presenze e 5 gol nella seconda serie olandese e nel luglio 2019 viene confermato in prestito al Twente.
Nella stagione successiva va in prestito al Losanna, andando a segno 2 volte in 15 presenze.

#### Il ritorno in Norvegia al Molde
Il 16 agosto 2021, dopo avere rescisso il proprio contratto con i viola, torna in patria firmando per il Molde.
Il 13 luglio 2023 è stato ufficializzato il suo passaggio al Sarpsborg 08: ha firmato un contratto valido fino al 31 dicembre 2024, con il trasferimento che sarebbe stato ratificato a partire dal 1º agosto successivo, alla riapertura del calciomercato locale.
Svincolato al termine di questa esperienza, in data 10 aprile 2025 ha fatto ritorno all'Odd.

### Nazionale
Zekhnini ha rappresentato la Norvegia a livello Under-15, Under-16, Under-17, Under-18 e Under-21. Per quanto concerne quest'ultima selezione, ha ricevuto la prima convocazione da parte del commissario tecnico Leif Gunnar Smerud in vista delle amichevoli contro Olanda e Spagna rispettivamente del 25 e 28 marzo 2016. È stato impiegato da titolare nella prima di queste sfide, effettuando così il suo debutto.

## Statistiche

### Presenze e reti nei club
Statistiche aggiornate al 10 aprile 2025.
| Stagione            | Club                | Campionato          | Campionato | Campionato | Coppe nazionali | Coppe nazionali | Coppe nazionali | Coppe continentali | Coppe continentali | Coppe continentali | Supercoppe | Supercoppe | Supercoppe | Totale | Totale |
| Stagione            | Club                | Comp                | Pres       | Reti       | Comp            | Pres            | Reti            | Comp               | Pres               | Reti               | Comp       | Pres       | Reti       | Pres   | Reti   |
| ------------------- | ------------------- | ------------------- | ---------- | ---------- | --------------- | --------------- | --------------- | ------------------ | ------------------ | ------------------ | ---------- | ---------- | ---------- | ------ | ------ |
| 2015                | Odd                 | ES                  | 11         | 2          | CN              | 2               | 1               | UEL                | 4                  | 0                  | -          | -          | -          | 17     | 3      |
| 2016                | Odd                 | ES                  | 22         | 5          | CN              | 2               | 0               | UEL                | 3                  | 0                  | -          | -          | -          | 20     | 4      |
| gen.-lug. 2017      | Odd                 | ES                  | 13         | 1          | CN              | 1               | 0               | UEL                | 2                  | 0                  | -          | -          | -          | 16     | 1      |
| 2017-apr. 2018      | Fiorentina          | A                   | 1          | 0          | CI              | 0               | 0               | -                  | -                  | -                  | -          | -          | -          | 1      | 0      |
| apr.-giu. 2018      | Rosenborg           | ES                  | 6          | 0          | CN              | 3               | 1               | -                  | -                  | -                  | SN         | 1          | 0          | 10     | 1      |
| lug.-ago. 2018      | Fiorentina          | A                   | 0          | 0          | CI              | 0               | 0               | -                  | -                  | -                  | -          | -          | -          | 0      | 0      |
| Totale Fiorentina   | Totale Fiorentina   | Totale Fiorentina   | 1          | 0          |                 | 0               | 0               |                    | -                  | -                  |            | -          | -          | 1      | 0      |
| ago. 2018-2019      | Twente              | 1D                  | 27         | 5          | CO              | 2               | 1               | -                  | -                  | -                  | -          | -          | -          | 29     | 6      |
| 2019-2020           | Twente              | ED                  | 21         | 1          | CO              | 1               | 0               | -                  | -                  | -                  | -          | -          | -          | 22     | 1      |
| Totale Twente       | Totale Twente       | Totale Twente       | 48         | 6          |                 | 3               | 1               |                    | -                  | -                  |            | -          | -          | 51     | 7      |
| 2020-2021           | Losanna             | SL                  | 15         | 2          | CS              | 0               | 0               | -                  | -                  | -                  | -          | -          | -          | 15     | 2      |
| ago.-dic. 2021      | Molde               | ES                  | 12         | 0          | CN              | 2               | 0               | UECL               | -                  | -                  | -          | -          | -          | 14     | 0      |
| 2022                | Molde               | ES                  | 15         | 2          | CN              | 2               | 1               | UECL               | 5                  | 0                  | -          | -          | -          | 22     | 3      |
| gen.-lug. 2023      | Molde               | ES                  | 1          | 0          | CN              | 3               | 0               | UCL                | -                  | -                  | -          | -          | -          | 4      | 0      |
| Totale Molde        | Totale Molde        | Totale Molde        | 28         | 2          |                 | 7               | 1               |                    | 5                  | 0                  |            | -          | -          | 40     | 3      |
| ago.-dic. 2023      | Sarpsborg 08        | ES                  | 11         | 1          | CN              | -               | -               | -                  | -                  | -                  | -          | -          | -          | 11     | 1      |
| 2024                | Sarpsborg 08        | ES                  | 7          | 0          | CN              | 4               | 1               | -                  | -                  | -                  | -          | -          | -          | 11     | 1      |
| Totale Sarpsborg 08 | Totale Sarpsborg 08 | Totale Sarpsborg 08 | 18         | 1          |                 | 4               | 1               |                    | -                  | -                  |            | -          | -          | 22     | 2      |
| apr.-dic. 2025      | Odd                 | 1D                  | 0          | 0          | CN              | 0               | 0               | -                  | -                  | -                  | -          | -          | -          | 0      | 0      |
| Totale Odd          | Totale Odd          | Totale Odd          | 46         | 8          |                 | 5               | 1               |                    | 9                  | 0                  |            | -          | -          | 60     | 9      |
| Totale carriera     | Totale carriera     | Totale carriera     | 142        | 15         |                 | 21              | 4               |                    | 14                 | 0                  |            | 1          | 0          | 178    | 19     |

## Palmarès

### Competizioni nazionali
- Supercoppa di Norvegia: 1

Rosenborg: 2018
- Eerste Divisie: 1

Twente: 2018-2019
- Coppa di Norvegia: 1

Molde: 2021-2022